# Madmans Esprit
Madmans Esprit ist eine fünfköpfige, ursprünglich südkoreanische Band und ein Soloprojekt Kyuho Lees, der die Band im Jahr 2010 gründete. Der Name der Band Madmans Esprit trägt keinerlei bestimmte Bedeutung. Für eine Performance wurde für die Band ein Name benötigt, woraufhin der damalige Gitarrist zwei Wörter aus dem englischen Wörterbuch heraussuchte, die seiner Meinung nach „cool“ klangen.

## Geschichte
Das erste Lineup der Band bestand neben Kyuho aus Nansil (蘭實, Bass), Jungbin (睛彬, Gitarre) und Hojin (滸震, Schlagzeug). Ihr offizielles Debüt machte Madmans Esprit mit Nacht im Jahr 2014, veröffentlicht durch das italienische Label ATMF.

## Stil
Der Musikstil der Band vereint diverse Musikstile, unter anderem Black-Metal-Sub-Genres, Elemente aus Folk und Klassischer Musik und kombiniert das ganze mit Visual-Kei-Ästhetik. Selbst beschreibt die Band ihren Stil als Depressive Suicidal Blackened Pop (übers. „depressiver, suizidärer, geschwärzter Pop“). Zwar stammen alle derzeitigen Bandmitglieder aus Südkorea, da Kyuho, der die Songtexte schreibt, jedoch einige Sprachen beherrscht, vereint die Musik der Band sowohl Koreanisch, als auch Englisch, Deutsch und Japanisch.

## Mitglieder
Die Band besteht derzeit aus diesen fünf Mitgliedern.
| Künstlername | Hangeul | Hanja | Geburtsdatum     | Position          |
| ------------ | ------- | ----- | ---------------- | ----------------- |
| Kyuho        | 규호    | 叫號  | 17. April 1992   | Vokalist, „alles“ |
| Juho         | 주호    |       | 18. Oktober 1993 | Gitarre           |
| Somyul       |         |       |                  | Gitarre           |
| Geon         | 건      |       | 29. Juni         | Bass              |
| Limu         |         |       | 3. Juni          | Schlagzeug        |

## Diskografie

### Alben
- 2011: I Just Want to Sex with You (EP)
- 2012: (unbetitelt) (Demoalbum)
- 2014: Nacht
- 2018: Conscientization of Unconsciousness / 無意識의 意識化/무의식의 의식화
- 2018: Conscientization of Unconsciousness / 無意識의 意識化/무의식의 의식화 (Japanische Version)
- 2019: Glorifying Suicide (EP)
- 2022: I See Myself Through You Who See Us Through Me / 나는 나를 통해 우리를 보는 너를 통해 나를 본다
- 2024: 5 old scars (EP)

### Singles
- 2019: Suicidol
- 2019: Seoul
- 2020: Jahaewa Haebang / 자해와 해방
- 2020: Mangtanshi / 妄誕詩 / 망탄시
- 2021: Garden of Skeletons / 백골의 정원
- 2023: 죽었으면
- 2023: Bitter
- 2023: Hass und Ignoranz
- 2023: Mismatch
- 2024: 墜落